# Lista de aeroportos mais movimentados da África
Esse é um artigo baseado em artigos "Wikipedia" de diversos idiomas que contém a lista e o número aproximado de passageiros dos aeroportos mais movimentados do continente Africano.
Ver a consulta original do Wikidata.
| Posição | Cidade          | Passageiros (2008) | Aeroporto                                 | País          |
| ------- | --------------- | ------------------ | ----------------------------------------- | ------------- |
| 1       | Johanesburgo    | 19.440.685         | Internacional OR Tambo                    | África do Sul |
| 2       | Cairo           | 14.360.175         | Internacional do Cairo                    | Egito         |
| 3       | Cidade do Cabo  | 8.318.347          | Aeroporto Internacional da Cidade do Cabo | África do Sul |
| 4       | Sharm el Sheikh | 7.758.859          | Internacional de Sharm el Sheikh          | Egito         |
| 5       | Casablanca      | 7.183.340          | Internacional Mohammed V                  | Marrocos      |
| 6       | Hurghada        | 6.743.199          | Internacional de Hurghada                 | Egito         |
| 7       | Addis Abeba     | 6.295.713          | Internacional Bole                        | Etiópia       |
| 8       | Argel           | 5.209.711          | Internacional Houari Boumedienne          | Argélia       |
| 9       | Lagos           | 5.136.697          | Internacional Murtala Muhammed            | Nigéria       |
| 10      | Nairóbi         | 5.104.791          | Internacional Jomo Kenyatta               | Quénia        |
| 11      | Durban          | 4.458.715          | Internacional de Durban                   | África do Sul |
| 12      | Monastir        | 4.314.040          | Internacional Habib Burguiba              | Tunísia       |
| 13      | Tunis           | 4.068.233          | Internacional de Túnis-Cartago            | Tunísia       |
| 14      | Marrakech       | 3.100.495          | Internacional Menara                      | Marrocos      |
| 15      | Trípoli         | 3.070.200          | Internacional de Tripoli                  | Líbia         |
| 16      | Djerba          | 2.626.742          | Internacional de Djerba-Zarzis            | Tunísia       |
| 17      | Plaisance       | 2.562.830          | Internacional Sir Seewoosagur Ramgoolam   | Maurícia      |
| 18      | Abuja           | 2.354.000          | Internacional Nnamdi Azikiwe              | Nigéria       |
| 19      | Dacar           | 2.205.000          | Internacional Yoff-Léopold                | Senegal       |
| 20      | Luxor           | 2.168.751          | Internacional de Luxor                    | Egito         |